# Přepište dějiny

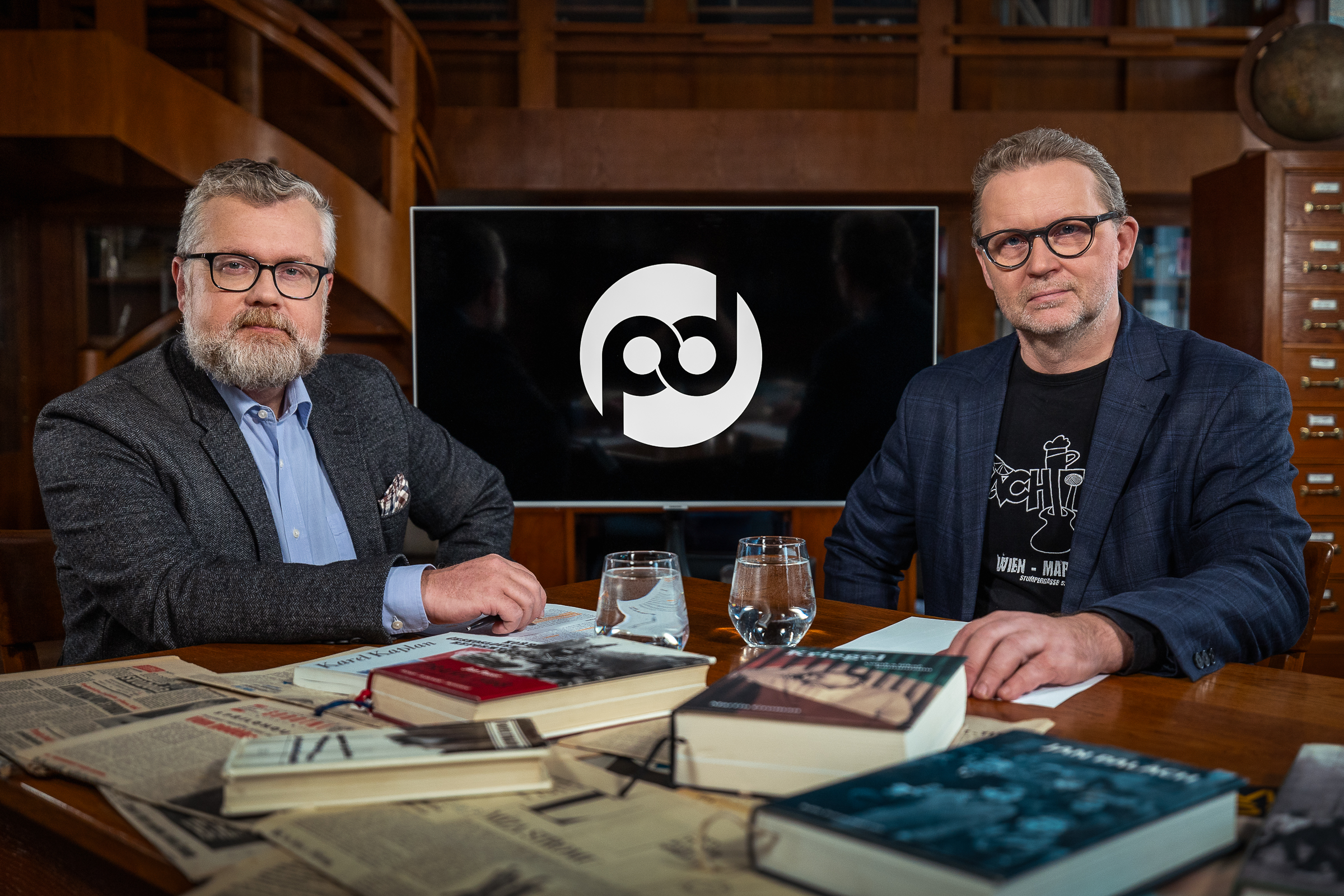
Podcast Přepište dějiny, zleva doprava: publicista Martin Groman a historik Michal Stehlík

Přepište dějiny jsou popularizační podcast o dějinách, veřejném prostoru a médiích. Jeho autoři, historik Michal Stehlík a publicista Martin Groman, se v jednotlivých epizodách zamýšlejí nad historickými událostmi moderních a soudobých dějin a s vysokou mírou aktualizace rozebírají časté mýty a stereotypy, které se kolem historických témat v české společnosti utvářejí a stále rezonují. 
V roce 2021 obsadil podcast Přepište dějiny první místo v kategorii Objev v anketě Podcast roku. V roce 2024 se umístil v anketě Podcast roku na 23. místě. V roce 2024 autoři podcastu za podcast, cyklus přednášek pro veřejnost a publikaci tří knih z cyklu Přepište dějiny získali Cenu Miroslava Ivanova za současnou tvorbu a popularizaci literatury faktu.
Výbor z podcastu vychází také knižně, vyšly knihy Přepište dějiny (2021), Přepište dějiny podruhé (2022), Přepište dějiny potřetí (2023) a Přepište dějiny (nejen) k maturitě (2024).